# Stanisław Grochoczyński
Stanisław Grochoczyński, ros. Станислав Карлович Грохочинский (ur. 22 listopada 1899 w Łodzi, zm. 1 lipca 1992 w Wilnie) – generał major artylerii Armii Czerwonej, generał brygady ludowego Wojska Polskiego.

## Życiorys
Od 1905 mieszkał z rodziną w Petersburgu. W 1918 skończył gimnazjum i podjął pracę kancelisty w urzędzie. Krótko studiował w Piotrogrodzkim Instytucie Politechnicznym. W listopadzie 1917 podczas rewolucji październikowej wstąpił do Czerwonej Gwardii, a 1 grudnia 1918 do Armii Czerwonej. Brał udział w walkach z armią gen. Judenicza o Piotrogród, a następnie w walkach na froncie południowym. W 1920 dowodził plutonem Armii Czerwonej podczas wojny z Polską i wstąpił do Rosyjskiej Komunistycznej Partii (bolszewików). 
Po ukończeniu szkoły wojskowej w 1923 został dowódcą baterii, a po ukończeniu Wojskowej Akademii Technicznej im. F. Dzierżyńskiego w 1932 został dowódcą pułku. Od 1940 wykładał w tej akademii. Od czerwca 1941 szef artylerii Leningradzkiego Korpusu Obrony Powietrznej. Uczestnik walk w obronie Leningradu. W kwietniu 1943 został zastępcą dowódcy korpusu Armii Obrony Przeciwlotniczej. 
Od kwietnia 1944 służył w Wojsku Polskim utworzonym w ZSRR jako pułkownik i zastępca Dowódcy Artylerii 1 Armii Wojska Polskiego ds. Obrony Przeciwlotniczej. 11 września 1944 został zastępcą Dowódcy Artylerii WP ds. OPL. W listopadzie 1944 mianowany generałem brygady przez Prezydium KRN; później zweryfikowany przez Radę Komisarzy Ludowych ZSRR w stopniu generała majora Armii Czerwonej. Od października 1945 komendant Centrum Wyszkolenia Artylerii i komendant garnizonu Toruń do sierpnia 1946. W końcu października 1946 został zastępcą Głównego Inspektora Artylerii WP ds. OPL - szefem Obrony Przeciwlotniczej Państwa. Od 20 marca 1947 Inspektor Artylerii WP ds. OPL. 
W listopadzie 1947 zakończył służbę w WP i powrócił do ZSRR. Od 1953 w stanie spoczynku. Na emeryturze mieszkał w Wilnie.

## Ordery i odznaczenia
- Krzyż Komandorski Orderu Odrodzenia Polski (1945)
- Order Krzyża Grunwaldu III klasy (11 maja 1945)[3][4]
- Krzyż Walecznych
- Złoty Krzyż Zasługi (1946)
- Medal za Warszawę 1939–1945
- Order Lenina (ZSRR, dwukrotnie)
- Order Czerwonego Sztandaru (ZSRR, dwukrotnie)
- Order Wojny Ojczyźnianej I klasy (ZSRR)